# 安田英主
安田 英主（やすだ ひでかず、1989年11月28日 - ）は、日本のピアニストである。

## 経歴
1989年生まれ 宮崎県宮崎市出身。宮崎大学教育文化学部附属幼稚園、宮崎大学教育文化学部附属小学校、宮崎大学教育文化学部附属中学校、桐朋女子高校音楽科（男女共学）出身。
3歳からヤマハ音楽教室でピアノを学び、ヤマハマスタークラス(東京)へと進む。
桐朋女子高等学校音楽科(男女共学)より、桐朋学園ソリスト・ディプロマコースに入学。
在学中、18歳でパリ国立高等音楽院(コンセルヴァトワール)に、首席合格を果たす。
同音楽院学士課程を、国家資格のディプロマを取得して修了。
2011年秋より同音楽院修士課程在籍。
ジャック・ルヴィエ、青柳晋、松村英臣の各氏に師事する。
- 2001年6月 - オーヴェル・シュル・オワーズ国際音楽祭(フランス)に出演。
- 2002年3月 - キエフ大ホール(ウクライナ)、モスクワ音楽院大ホール(ロシア)でのガラ・コンサートに出演。
- 2003年8月 - 英国王立音楽院デュークスホール(イギリス)にて「ヤマハマスタークラスサマーコンサート」出演。
- 2004年2月8日 - 音楽広場ミニヨン(大阪)にて「安田英主ピアノコンサート」を開催[2]。
- 2006年4月26日 - めぐろパーシモンホール(東京)にて「安田英主 ピアノリサイタル」を開催[3]。
- 2008年8月 - オルブライトホール(宮崎)にて「安田英主ピアノリサイタル」を開催。
- 2009年2月 - パリ日本文化会館(フランス)において、パリ日本文化協会主催「日本の音楽の若き才能コンサート」に、推薦され出演。
- 2010年3月 - いずみホール(大阪)にてミロスウァフ・ブウァシュチック指揮／ポーランド・シレジア・フィルハーモニー管弦楽団と共演。
- 2011年4月 - 日仏文化協会「音楽留学生チャリティーコンサート」に出演[4]。
- 2012年8月5日 - TOKYO FM HALL(東京)にて「安田英主ピアノ・リサイタル」を開催。
- 2013年12月23日 - 白寿ホール(東京)にて「安田英主ピアノ・リサイタル2013」を開催[5]。
- 2014年1月 - ザ・フェニックスホール(大阪)での「ニューイヤーコンサート2014～ショパンのアンサンブル作品をあなたに～」に出演[6]。

## 受賞歴
- 2002年3月 - 第6回 ウラジミール・クライネフ青少年国際ピアノコンクール(ウクライナ) ジュニア部門 グランプリ、クラシック作品最優秀演奏賞 受賞[7]。
- 2003年1月 - 宮崎県学生栄誉賞 受賞。
- 2004年8月 - 第9回 エトリンゲン国際青少年ピアノコンクール(ドイツ) カテゴリーB(20歳以下) 第3位。
- 2007年3月 - 第12回浜松国際ピアノアカデミーコンクールにて第4位受賞[8]。

## ディスク
- 安田英主 ピアノリサイタル 2011~Christmas Eve~LIVE  2012
- Hidekazu Yasuda Piano Recital in 2012 Live  2013